# 山中敦史 (サッカー選手)
山中 敦史（やまなか あつし、1992年7月22日 - ）は、大阪府寝屋川市出身のサッカー選手。ポジションはサイドバック（SB）とボランチ（MF）。現在はコロンビアリーグ、ラ・コパトリンチェ（３部）のインデペンディエンテ ボゴタに所属。

## 来歴
小学1年生の時に友人の誘いを受けてガンバ大阪門真ジュニアスクールに通い、サッカーを本格的に始める。同クラブでジュニアユースに上がり、中学3年生までプレーした。高校時代は枚方市の枚方フジタSCでプレー。
高校卒業後、パラグアイに渡り4部のクラブ・アトレティコ・フヴェントゥでプレーする。退場した出場停止の試合を除く全試合に左サイドバックのレギュラーとしてフル出場した。その後,2部のヘネラル・カバジェロSCや、クラブ・リーベル・プレート、インデペンディエンテFBCなどでプレーした。
その後、2015年ドミニカ共和国ではクラブ・アトレティコ・パントハの練習に参加した後、CAサン・クリストバルの練習に参加。練習試合で結果を残し、同クラブと契約することを決めるが、リーグ開幕前に監督が2度も解任されて契約ができるのかできないのか微妙な立場になるという憂き目に会う。会長や強化部の誘いもあり、2015年3月6日、プロ契約を結び、サンクリストバルではチームメイトのコロンビア人選手とハイチ人選手とルームシェアで生活した。デビュー戦となったホームの開幕戦の試合ではベンチスタートで後半25分から途中出場した。激しいマークやラフプレーの洗礼を受けた。次のアウェイ戦では先制ゴールを決めたものの1-1で引き分けた。翌日の新聞では「ドミニカ共和国で初めてゴールを上げた日本人」として大きく取り上げられ、注目を浴びた。
2016年4月、単身でコスタリカに渡り、1部のCFウニベルシダ・デ・コスタリカに練習生として参加するが契約には至らなかった。その後、2部のCSウルグアイ・デ・コロナドに練習生として参加し、練習試合でのプレーが評価され、2016年7月9日に契約した。
その後コロンビアに渡り、コルトゥルアなど1部および2部の複数クラブの練習に参加するも正式契約には至らず、2018年に現役引退。
引退後はスペイン語通訳やサッカー動画クリエイターとして活動している。
2024年12月にベネズエラの２部のヴィヒアFCの練習生として参加。しかし監督とクラブ首脳陣の補強選手の意見の食い違いで契約ならず。
2025年2月にコロンビア３部のインデペンディエンテ ボゴタで現役復帰。念願のコロンビアリーグでプレーする日本人サッカー選手になることを達成する

## エピソード
中南米（パラグアイ、ドミニカ共和国、コスタリカ、コロンビア）でプレー経験があるためスペイン語が話せる。また多くのラテンアメリカ出身の選手達との繋がりがたくさんある。
パラグアイ代表選手とは親交が深く、サルバドール・カバニャスとはヘネラル・カバジェロ時代のチームメイトで、FC東京でプレーしていたササ・サルセードや元パラグアイ代表DFデニス・カニサ、クリスティアン リベーロスとは今でも連絡を取り合う仲である。
2022年カタールW杯のコスタリカ代表で第２戦の日本戦でゴールを決めたDFケイセル・フレールとはコスタリカのウルグアイ デ　コロナドでチームメイトだった。
コロンビア代表選手達とも繋がりがあり、カルロス サンチェス、ファン キンテーロ、クリスティアン サパタなどと親交がある。
コロンビアでバランキージャのラジオ局の前を通りかかった時に生放送中のDJから話しかけられて急遽番組に出演することになり、さらにカルロス・バルデラマが好きで会えたら最高だと答えたところ、バルデラマと親しいプロデューサーが連絡を取り、バルデラマが20分後にスタジオまで駆けつけて共演が実現した。
2018年ロシアW杯でコロンビア代表と同じグループになり、日本代表の分析担当者が情報を求めて連絡があった。